# 남진아
남진아(본명: 남광진)은 대한민국의 가수이다.

## 경력
- 대전충청 연예예술단 단장
- 한국연예예술인협회 대전지회 부회장
- 바르게살기운동 대전중구협의회 홍보대사

## 진행 프로그램
- CMB 열전! 동네방네 MC